# Onde de Lamb
Pour les articles homonymes, voir ondes (homonymie).
Les ondes de Lamb (d'après Horace Lamb) sont une catégorie particulière d'ondes se propageant dans une plaque solide. Dans les ondes de ce type, la vitesse particulaire se situe dans le plan de la surface définie par la direction de propagation de l'onde et celle de la normale de la plaque.
Elles se distinguent des ondes longitudinales et des ondes transverses qui sont des ondes volumiques (se propageant dans un milieu infini). Elles se distinguent également des ondes acoustiques de surface qui se propagent à la surface d'un solide semi-infini.

## Description

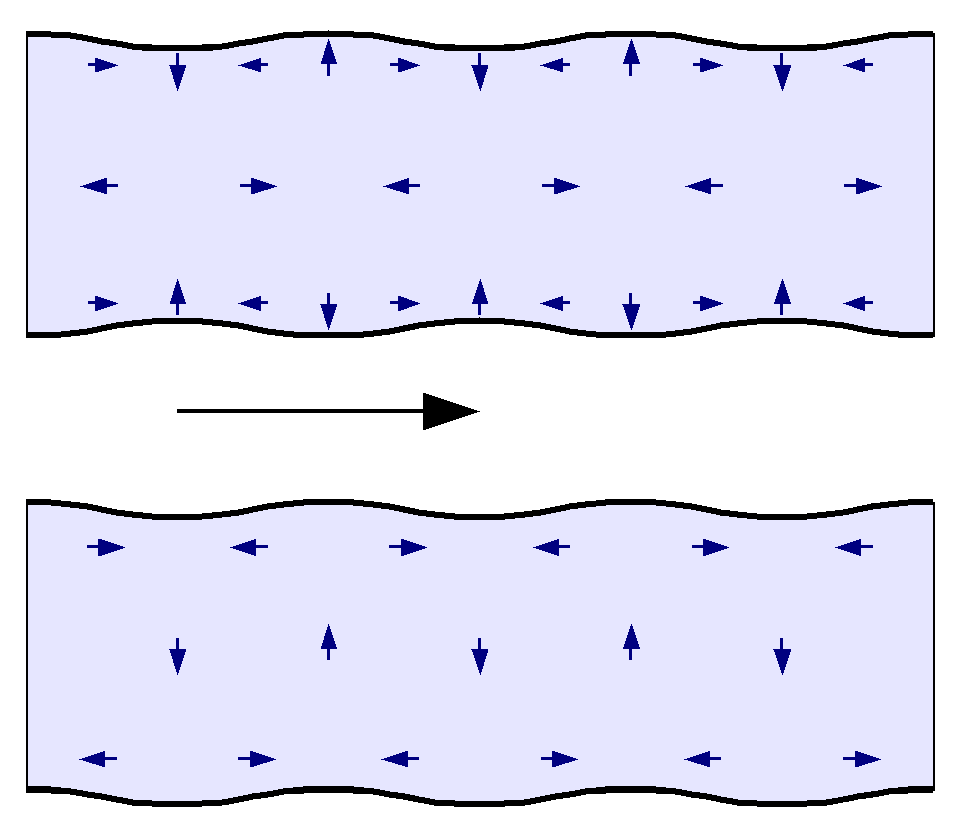
Allure du déplacement dans les modes S0 (haut) et A0 (bas), la flèche est la direction de propagation de l'onde

Les ondes de Lamb sont des déformations d'une plaque qui se propagent le long de celle-ci. Le long de l'axe normal à la plaque, elles ressemblent à des ondes stationnaires. Alors que dans un matériau massif, il n'existe que deux ondes (onde longitudinale et onde transversale) se déplaçant chacune à une vitesse donnée (qui est une propriété du matériau) indépendante (au premier ordre) de la fréquence, une plaque supporte une double infinité de formes d'ondes de Lamb, chacune ayant une célérité dépendante de la fréquence.

## Formalisme mathématique
La mise en équation de ces ondes a été proposée par Horace Lamb dans un article de 1916.
La méthode la plus simple pour décrire les ondes de Lamb dans une plaque infinie, isotrope consiste à utiliser l'écriture sous forme de potentiels. On considère une plaque formée d'un matériau isotrope, s'étendant de {\displaystyle -d} à {\displaystyle +d} selon l'axe {\displaystyle z}, infinie selon les directions {\displaystyle x} et {\displaystyle y}. Le matériau de la plaque est caractérisé (entre autres choix possibles de paramètres mécaniques) par sa masse volumique {\displaystyle \rho }, et ses modules {\displaystyle C_{11}} et {\displaystyle C_{66}} (compression et cisaillement respectivement). On s'intéresse à une onde se propageant selon {\displaystyle x} et sans diffraction selon {\displaystyle y}, tout le problème est donc ramené dans le plan x,z.
La méthode proposée par Lamb et reprise par Royer est d'exprimer le déplacement comme résultant de deux potentiels : un potentiel scalaire {\displaystyle \theta } et un potentiel vecteur {\displaystyle \psi }.
On pose : 
{\displaystyle {\vec {u}}={\vec {\nabla }}\theta +{\vec {\nabla }}\wedge {\vec {\psi }}}
Soit, de façon équivalente : 
{\displaystyle u_{x}={\frac {\partial \theta }{\partial x}}+{\frac {\partial \psi }{\partial z}},}
{\displaystyle u_{y}={\frac {\partial \theta }{\partial z}}-{\frac {\partial \psi }{\partial x}}}
Les potentiels sont sujets à des lois de propagation qui résultent de la loi de Hooke : 
{\displaystyle \nabla ^{2}\theta -{\frac {1}{V_{L}^{2}}}{\frac {\partial ^{2}\theta }{\partial t^{2}}}=0}
{\displaystyle \nabla ^{2}\psi -{\frac {1}{V_{T}^{2}}}{\frac {\partial ^{2}\psi }{\partial t^{2}}}=0}
{\displaystyle V_{L}} et {\displaystyle V_{T}} étant la vitesse longitunale et la vitesse transverse du matériau, respectivement.
Si dans un matériau massif les deux potentiels se propagent indépendamment, ici les conditions aux limites sur en {\displaystyle z=\pm d} les rendent interdépendants.

## Applications
Les ondes de Lamb sont utilisées couramment dans le cadre du contrôle par ultrasons, afin de vérifier l'intégrité de structures.